# Rajon Mszislau

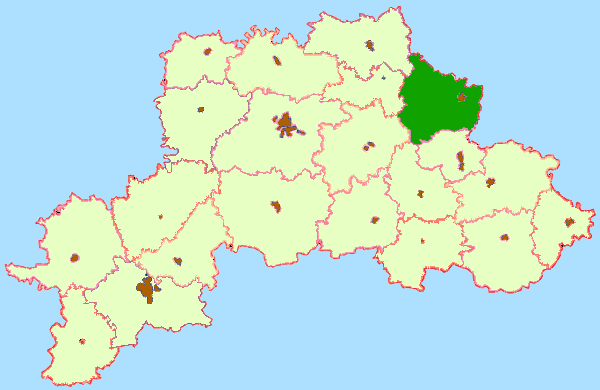
Die Lage des Mstsislaw Rajon im Woblast Mahiljou

Der Rajon Mszislau ist eine Verwaltungseinheit in Belarus innerhalb der Mahiljouskaja Woblasz mit etwa 32.800 Einwohnern. Der Rajon erstreckt sich über eine Fläche von 1300 km². Die Hauptstadt des Rajon ist Mszislau.